# Stenodynerus dentisquama
Stenodynerus dentisquama ist ein Hautflügler aus der Familie der Faltenwespen (Vespidae). 

## Merkmale
Die Wespe erreicht eine Körperlänge von 9 bis 11 Millimetern. Die Art hat einen schwarz gefärbten Körper. Die Schulterdecken (Tegulae) sind weißlichgelb gefärbt und haben einen dunkleren Mittelfleck. Die Fühler sind schwarz. Die Art ist nur schwer von den anderen Arten der Gattung Stenodynerus zu unterscheiden.

## Vorkommen
Die Art ist Europa, insbesondere in Mitteleuropa verbreitet und ist selten. Welche Lebensräume besiedelt werden, ist unbekannt. Die Flugzeit ist von Mitte Juni bis Mitte August.

## Lebensweise
Die Lebensweise ist wie auch bei den anderen Arten der Gattung Stenodynerus kaum erforscht. Es ist bekannt, dass die Weibchen ihre Nester in Stängeln von Pflanzen anlegen und die Brut mit Raupen von Kleinschmetterlingen versorgt wird. 